# Dariusz Cierpiał
Dariusz Cierpiał (ur. 1975 w Częstochowie) – polski artysta fotograf. Członek rzeczywisty i Artysta Fotoklubu Rzeczypospolitej Polskiej (AFRP). Członek Związku Polskich Artystów Fotografików.

## Życiorys
Dariusz Cierpiał studiował w Akademii im. Jana Długosza w Częstochowie, w 2004 roku ukończył Studium Fotografii Instytutu Historii Architektury i Konserwacji Zabytków Politechniki Krakowskiej im. Tadeusza Kościuszki. Związany z częstochowskim środowiskiem fotograficznym, mieszka i pracuje w Częstochowie – jest entuzjastą fotografii tradycyjnej – od 2004 roku uprawia fotografię artystyczną (często kontrowersyjną).  
Dariusz Cierpiał jest autorem i współautorem wielu wystaw fotograficznych; indywidualnych, zbiorowych, poplenerowych oraz pokonkursowych – gdzie zdobył wiele nagród, wyróżnień, akceptacji, dyplomów, listów gratulacyjnych (w 2005 oraz w 2007 roku został wyróżniony w częstochowskim konkursie Fotograf Roku). W 2006 zwyciężył w ww. konkursie, organizowanym przez Jurajski Fotoklub Częstochowa (członek zbiorowy Fotoklubu rzeczypospolitej Polskiej) – otrzymał tytuł Fotografa Roku 2006. W latach 2008–2015 był członkiem Związku Polskich Artystów Fotografików. Uczestniczy w pracach jury w konkursach fotograficznych.   
W 2007 roku został przyjęty w poczet członków Fotoklubu Rzeczypospolitej Polskiej Stowarzyszenia Twórców (legitymacja nr 223).  